# Ewen Costiou
Ewen Costiou (Brest, 10 novembre 2002) è un ciclista su strada francese che corre per il team Arkéa-B&B Hotels; è professionista dal 2023.

## Carriera
Nel 2022 ha vinto la medaglia d'argento nella prova in linea ai Giochi del Mediterraneo di Orano, terminando la prova dietro al connazionale Paul Penhoët.

## Palmarès

### Strada
- 2022 (Côtes d'Armor-Marie Morin-U)

La Melrandaise
6ª tappa Tour de Bretagne (Plumergat > Camors)
4ª tappa Tour de la Manche (Torigni-sur-Vire > Mortain)
Classifica generale Tour de la Manche
- 2024 (Arkéa-B&B Hotels, una vittoria)

2ª tappa Région Pays de la Loire Tour (Châteaubriant > Saumur)

#### Altri successi
- 2022 (Côtes d'Armor-Marie Morin-U)

Classifica giovani Tour du Pays de Montbéliard
- 2024 (Arkéa-B&B Hotels)

Classifica giovani Région Pays de la Loire Tour

## Piazzamenti

### Grandi Giri
- Giro d'Italia

2024: 90°
- Tour de France

2025: 51º

### Classiche monumento
- Giro di Lombardia

2023: 92°

### Competizioni mondiali
- Campionati del mondo

Wollongong 2022 - In linea Under-23: ritirato
Zurigo 2024 - In linea Under-23: 26°

### Competizioni europee
- Campionati europei

Plouay 2020 - In linea Junior: ritirato
Anadia 2022 - In linea Under-23: 90º